# 탁시
탁시(만주어: ᡨ᠋ᠠᡴ᠋ᠰᡳ Taksi, 한국 한자: 塔克世 탑극세, 1543~1583)는 청나라 태조 누르하치의 아버지이다. 누르하치에 의해 현조(顯祖) 선황제(宣皇帝)로 추숭되었다.
청나라 관서인 "청실록'은 1583년 경쟁 여진 부족장인 니칸 와일란에 의해 그의 아버지 기오창가와 함께 피살되었다고 한다.
정개호의 "동이노아합적고'는 이성량의 병사에게 오인 살해당했다고 한다.

## 같이 보기
- 여진의 지도자 목록

## 가족 관계
- 부: 기오창가 (Giocangga, 覺昌安).
- 부인: 선황후(宣皇后)

1. 태조 고황제 누르하치(太祖 高皇帝 努爾哈赤, Nurhaci, 1559-1626)
2. 성의용장패륵 무르하치(誠毅勇壯貝勒 穆爾哈齊, Murhaci, 1561-1620)
3. 화석장친왕 슈르하치(和碩莊親王 舒爾哈齊, Šurhaci, 1564-1611)
4. 통달군왕 야르하치(通達郡王 雅爾哈齊, Yarhaci, ?~?)

- 계실 : 청현조계비(淸顯祖繼妃) 하다나라(哈達那拉) 컨저(Kenje, 懇哲, 혹은 掯姐)

1. 독의강과패륵 바야라(篤義剛果貝勒 巴雅喇, Bayara, 1582-1624)

| 전임 기오창가(Giocangga, 覺昌安) | 제7대 건주좌위지휘사(建州左衛指揮使) 1571년 - 1583년 | 후임 누르하치(Nurhaci, 努爾哈赤) |